# Карта багатогазовості вугільних шахт
Карта багатогазовості (газовості) вугільних шахт (рос. карта газообильности угольных шахт, англ. volume of gas in mine working map; нім. Karte f der Gasanreicherung f in den Kohlengruben f pl – 
- 1) Зведена по басейну або родовищу – характеризує середню відносну багатометановість шахт в залежності від глибини розробки і показує розподіл шахт з тією або іншою багатометановістю на території вугільного басейну або родовища.

- 2) Для окремого шахтного поля — карта з нанесеними на неї лініями рівної відносної багатометановості виробок (ізомети).